# Pseudonortonia difformis
Pseudonortonia difformis är en stekelart som först beskrevs av Henri Saussure 1852.  Pseudonortonia difformis ingår i släktet Pseudonortonia och familjen Eumenidae. Inga underarter finns listade i Catalogue of Life.